# Gwinea Bissau na Letnich Igrzyskach Olimpijskich 1996
Gwineę Bissau na Letnich Igrzyskach Olimpijskich 1996 w Atlancie reprezentowało 3 zawodników, wyłącznie mężczyzn.
Był to pierwszy start reprezentacji Gwinei Bissau na letnich igrzyskach olimpijskich.

## Lekkoatletyka
Mężczyźni
- Amarildo Almeida – bieg na 100 metrów (odpadł w eliminacjach)
- Fernando Arlete – bieg na 800 metrów (odpadł w eliminacjach)

## Zapasy
Mężczyźni
- Talata Embalo – waga do 57 kg (21. miejsce)